# Schlacht von Bryn Glas
Die Schlacht von Bryn Glas, auch Schlacht bei Pilleth genannt, war eine Schlacht zwischen einer walisischen und einer englischen Armee während der Rebellion von Owain Glyndŵr. Der klare Sieg der walisischen Rebellen über eine bedeutende englische Armee führte zu einer Ausweitung des Aufstands.
Im Juni 1402 fiel Owain Glyndŵr mit einer walisischen Streitmacht in Radnorshire ein. Am 22. Juni 1402 stellte sich ihm bei Pilleth nahe den Städten Knighton und Presteigne in Powys Edmund Mortimer, ein Sohn des Earl of March, mit einer in Herefordshire und Umgebung aufgestellten englischen Streitmacht entgegen. Zur englischen Armee gehörte auch ein Kontingent walisischer Bogenschützen aus Mortimers Besitzungen in Maelienydd.
Der genaue Schlachtort ist nicht geklärt, vermutlich fand der Kampf an den Hängen von Bryn Glas südlich der Kirche St Mary’s von Pilleth statt. Der Ablauf der Schlacht wurde in mehreren zeitgenössischen oder zeitnahen Berichten beschrieben, die zwar im Detail voneinander abweichen, aber dennoch einen einheitlichen Verlauf der Schlacht beschreiben.
Die walisische Armee unter Glyndŵr hatte eine Position auf dem Gipfel des Hügels bezogen, wo sie von der englischen Armee angegriffen wurde. Plötzlich liefen die walisischen Soldaten der englischen Armee zu den Rebellen über, so dass die Waliser nun den Engländern klar überlegen waren. Der englische Befehlshaber Mortimer geriet in Gefangenschaft. Nach den zeitgenössischen Angaben sind zwischen 200 und 1100 englische Soldaten gefallen. Angeblich verboten die siegreichen Waliser die Bestattung der gefallenen englischen Soldaten, deren Leichen von walisischen Frauen verstümmelt wurden. Westlich der Kirche ließ der walisische Politiker Richard Green-Price im 19. Jahrhundert sechs Wellingtonia pflanzen, die ein Massengrab markieren, in dem Opfer der Schlacht vermutet wurden.
Da der englische König eine Auslösung Mortimers ablehnte, wechselte schließlich auch dieser die Seiten und heiratete am 30. November 1402 Owain Glyndŵrs Tochter Catherine.